# Província de Laghman
Laghman (paixtu: لغمان) és una de les 34 províncies de l'Afganistan. Es troba a la part oriental del país i té com a capital la ciutat de Mehtarlam o Mehtar Lam (abans de 1972 Tigri). Amb una població de 386.400 habitants el 2006, la província de Laghman té una superfície de 3.843 km². Limita amb la província de Panjshir i de Nuristan al nord, la de Kunar a l'est, la de Nangarhar al sud, i les províncies de Kabul i de Kapisa a l'oest.
La llengua majoritària és el paixtu seguit del tadjik i el pashai (llengua del grup dàrdic i kafir). Una antigua llengua irànica, el parači, encara es parla a alguns pobles aïllats.

## Història
El nom de la província fou anteriorment Lamghanat derivat de la ciutat de Lamghan, modernament Laghman, però anomenada com a Lamghan a totes les fonts islàmiques medievals.
S'ha trobat una inscripció aramea que assenyala una ruta de comerç entre Índia i Palmira que passava per la regió de Laghman sota els aquemènides. En temps d'Alexandre el Gran aquesta regió és esmentada com Lampaka. Al segle VII la va visitar el pelegrí xinès Xuan Zang, que assenyala que hi havia pocs budistes, però hi havia molts hinduistes. Al segle següent, Huen-Tsang, l'assenyala com a centre del budisme mahayanista i diu que hi havia deu monestirs budistes al país (que anomena com a Lampa)
La ciutat de Lamghan era ja pròspera al segle X i s'esmenta al Hudu al-alam (982) que la situa al curs mirtja del riu Kabul, que l'autor anomena riu de Lamkan, i considera que aquest riu, augmentat amb el Dunpur (el Adinapur del temps de Baber) formava el Kabul; era residència de comerciants i un empori comercial amb l'Índia. Al final del segle X el turc Sebuktegin va assolir el poder a la regió i va originar la dinastia gaznèvida, i Lamghan, que era de cultura hindú (el Hudu al-alam hi esmenta pagodes budistes) i formava la part occidental del regne dels hindushàhides de Wayhind, es va islamitzar. El raja hindushàhida Daybal o Jaipala (Jayapala) fou derrotat dues vegades per Sebuktegin a la regió de Lamghan, que el turc va annexionar a les seves possessions. Les colònies musulmanes durant uns anys van estar exposades als atacs dels pashais i kafirs pagans del nord del Kabul. Durant el regnat de Mahmud de Gazni, Nizami Arudi Samarkandi relata un atac i saqueig de Lamghan pels infidels; la destrucció fou prou gran perquè el visir Ahmad ibn Hasan al-Maymandi condonés els impostos d'aquell any. Un segle després però, la ciutat ja no corria cap perill, i hi van néixer diversos savis i notables; Yakut esmenta a una família de cadis i fakihs hanafites que es van establir a Bagdad al segle xii. Al segle xvi Baber va passar molt de temps en aquesta regió i al Babur-nama l'omple d'elogis per la verdor dels seus turons amb boscos de xiprers i roures verds i la fertilitat de les seves valls amb cultius de blat, arròs, taronges i altres cítrics i fins i tot dàtils. Sota Baber el nom apareix com Lamghanat i incloïa les valls baixes del Kafiristan. En l'imperi mogol fou un districte dependent del govern de Kabul. A la segona meitat del segle xvi i al XVII fou la base de les expedicions contra els kafirs, entre les quals la del 1582 dirigida pel governador de Kabul Muhammad Hakim, germà d'Akbar el Gran. La ciutat de Lamghan ja no s'esmenta.
Com a província fou creada en la reorganització administrativa del 1964. Durant el període comunista els islamistes radicals van prendre el control de part de la província però es van enfrontar entre ells; les lluites unides a les accions de l'exèrcit afganès i els seus auxiliars soviètics van provocar seriosos danys a la província. Després de l'ocupació americana del 2001 la província va quedar sota control d'un equip dirigit pels Estats Units.

## Districtes
| Districte   | Capital | Població | Àrea | Notes |
| ----------- | ------- | -------- | ---- | ----- |
| Alingar     |         | 89,716   |      |       |
| Alishing    |         | 68,153   |      |       |
| Dawlat Shah |         | 40,887   |      |       |
| Mehtar Lam  |         | 112,856  |      |       |
| Qarghayee   |         | 70,688   |      |       |

## Persones il·lustres
- Ahmad Zahir, cantant.

Districtes de Laghman

- Abdul Zahir, exPrimer Ministre de l'Afghanistan.
- Zalmay Hewadmal, compositor i polític i conseller de cultura de Hamid Karzai.
- Mohammad Hanif Atmar, exMinistre de l'Interior de la República Islàmica de l'Afghanistan (2010).
- Namahaq Zirak, director i productor de l'Afghan BBC radio i televisió.
- Abdullah Laghmani, exagent dels Serveis d'Intel·ligència de la República Islàmica de l'Afghanistan (2009).
- Zalmay Khalilzad- Ambaixador dels Estats Units a l'Afghanistan (2004) i ambaixador dels Estats Units a les Nacions Unides (2007).